# 최익룡
최익룡(崔翊龍, 1896년 11월 29일 ~ 1923년 7월 2일)은 일제 강점기 시대 독립운동가 겸 정치가이다. 아명(兒名)은 최서원(崔署院)이며 호(號)는 목산(牧山)이다.

## 생애
함경북도 성진에서 출생하여 지난날 한때 함경북도 회령에서 잠시 유아기를 보낸 적이 있고 그 훗날 1918년 함경북도 청진에 잠시 기거를 한 그는 1919년 3·1 대한 독립 만세 운동 후 중화민국 둥베이 지방 지린 성 간도 옌지 용정촌으로 망명하여 대한국민회에 가입을 하였고 1920년 대한국민군 사령관 안무 장군의 경호비서관 직무대리·전속부관 직무대리 등으로 활동하면서 중화민국 둥베이 지방 지린 성 룽징에서 일본 간세 박생겸을 사살하는 등의 맹활약을 펼쳤으며 1920년 연도말 시절 대한국민회, 대한의민회, 대한신민단, 대한광복단 등이 모두 연합하여 결성한 북로사령부 참모부 서기관으로 활동하였다. 1922년 함경북도 성진 지방에 밀파되어 독립운동 자금을 모금 시도하다가 결국 일경에 피체되어 무기징역형을 선고받았다. 1923년 7월 2일, 함경북도 청진형무소에서 탈옥하려다가 결국 왜인 교도관이 쏜 총에 사살되었다.

## 사후
그의 사후 대한민국 정부에서는 고인의 공적을 기리고자 1995년 3월 1일 대한민국 건국훈장 독립장을 추서하였다.